# راشد المعمري
لاعب المنتخب الإماراتي والنادي الاهلي الإماراتي وهو من مواليد دبي. حلمه من الصغر ان يكون لاعب قدم وعندما كبر نجح في الحصول على فرصة وهو يلعب بالرقم 10 وفي الاهلي 11